# Bake
Bake – osada w Anglii, w Kornwalii. Leży 90 km na wschód od miasta Penzance i 322 km na zachód od Londynu.